# Mori (Trento)
Mori (em alemão:  Moor in Tirol) é uma comuna italiana da região do Trentino-Alto Ádige, província de Trento, com cerca de 9 723 habitantes. Estende-se por uma área de 34 km², tendo uma densidade populacional de 249 hab/km². Faz divisa com Arco, Ronzo-Chienis, Isera, Rovereto, Nago-Torbole, Brentonico e Ala.